# Cynosurinae
Sous-tribu
Cynosurinae est une sous-tribu de plantes de la famille des Poaceae. Le genre type est Cynosurus L.

## Liste des genres
- Cynosurus

## Publication originale
- Elias Magnus Fries, Floram Scanicam no 204, 1835.